# Hanno Drechsler
Hanno Drechsler (* 24. März 1931 in Schönheide; † 4. Januar 2003 in Marburg) war ein deutscher Politiker (SPD) und von 1970 bis 1992 Oberbürgermeister von Marburg.

## Leben
Hanno Drechsler absolvierte die Ausbildung zum Mittelstufenlehrer (mit der Befähigung für die Oberstufe 1955) in Sachsen. 1955 flüchtete er mit seiner Frau, Gisela Drechsler, aus der DDR nach Westdeutschland. Dort setzte er vom Wintersemester 1955/56 bis zum Wintersemester 1960/61 das Studium an der Philipps-Universität Marburg in den Fächern Wissenschaftliche Politik, Geschichte, Germanistik und Pädagogik fort. 1962 erfolgte die Promotion zum Dr. phil. über die Geschichte der Sozialistischen Arbeiterpartei Deutschlands bei Wolfgang Abendroth. In den Jahren danach war er als (Ober-)Studienrat im Hochschuldienst mit Lehrauftrag für Wissenschaftliche Politik an der Philipps-Universität Marburg und an der Hochschule für Erziehung Gießen und – nach der Eingliederung als Abteilung – auch an der Universität Gießen, tätig. 1970 wurde er zum Oberbürgermeister der Stadt Marburg gewählt. Das Amt des Oberbürgermeisters behielt er bis zu seinem gesundheitsbedingten Ausscheiden 1992.
Drechsler war seit 1956 Mitglied der SPD und hat zahlreiche Parteifunktionen, auch auf Landes- und Bundesebene, innegehabt, u. a. Mitgliedschaft im Vorstand der hessischen SPD, Vorsitzender der Sozialdemokratischen Gemeinschaft für Kommunalpolitik Hessen (SGK), sowie in anderen Gremien wie dem Deutschen Städtetag. Angebote auf andere Positionen, u. a. SPD-Kandidat als Oberbürgermeister von Frankfurt am Main oder Hessischer Innenminister, lehnte er stets ab.

### Privates
Hanno Drechsler war seit 1950 mit der Lehrerin Gisela Drechsler geb. Streller (* 2. März 1931, † 19. Oktober 2008) verheiratet. Ihr gemeinsamer Sohn ist Wolfgang Drechsler.

## Ehrungen
Für seine Verdienste um die Kommunalpolitik wurde er unter anderem mit dem Verdienstorden der Bundesrepublik Deutschland 1. Klasse, dem Verdienstorden des Landes Hessen sowie der Freiherr-vom-Stein-Plakette ausgezeichnet. Drechsler war außerdem Ehrenbürger von Poitiers, einer Partnerstadt Marburgs. Er war Mitinitiator der Städtepartnerschaft zwischen den beiden bekanntesten Städten der hl. Elisabeth (Elisabeth von Thüringen), nämlich zwischen dem hessischen Marburg und dem thüringischen Eisenach (1987); der Partnerschaftsvertrag wurde am 27. Mai 1988 in der Aula der Philipps-Universität in Marburg und am 10. Juni 1988 auf der Wartburg in Eisenach feierlich ratifiziert. Auch wurde er mit dem Orden der Jugoslawischen Fahne mit dem Goldenen Kranz wegen seiner Verdienste um die Verschwisterung mit der Stadt Maribor ausgezeichnet. Wesentlich war ihm auch der Dialog mit den ehemaligen jüdischen Bürgern Marburgs sowie die Wiedereröffnung einer Synagoge und das Wiedererstehen einer jüdischen Gemeinde; hierfür erhielt er ebenfalls zahlreiche Auszeichnungen.
Anlässlich seiner Verabschiedung in den Ruhestand wurde Drechsler am 16. Dezember 1992 die Ehrenbürgerwürde der Stadt Marburg verliehen.

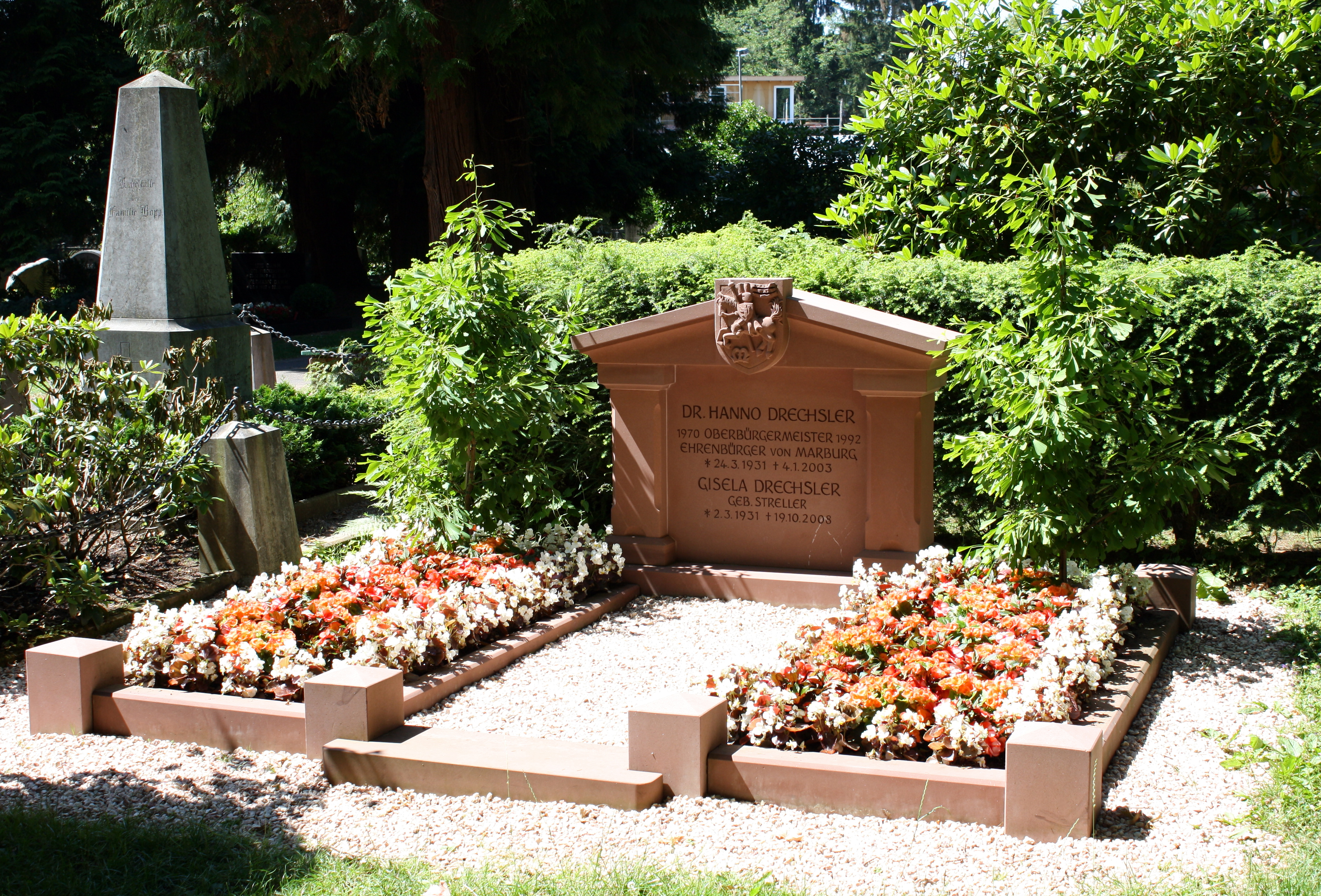
Grab auf dem Marburger Hauptfriedhof

Heute erinnern an Hanno Drechsler der Hanno-Drechsler-Platz, das südwestliche, in die Fußgänger-Hauptkreuzung Universitätsstraße/Gutenbergstraße einmündende „Tor zur Oberstadt“, das unter seiner Ägide angelegt wurde und von sanierten Häusern umgeben ist, sowie eine Parkbank mit Blutbuche im Schlosspark, gestiftet zum 20. Dienstjubiläum von seinen Mitarbeitern – besonders aber die sanierte Oberstadt selbst.

## Schriften

### Als Verfasser
- Hanno Drechsler: Die Sozialistische Arbeiterpartei Deutschlands (SAPD). Ein Beitrag zur Geschichte der Deutschen Arbeiterbewegung am Ende der Weimarer Republik. Anton Hain, Meisenheim am Glan 1963; Nachdruck: Politladen, Hannover 1971; 2. Nachdruck: Junius, Hamburg 1999.

### Als Mitverfasser
- Rabbiner Dr. Leopold Lucas. Marburg 1872–1943 Theresienstadt. Versuch einer Würdigung (= Marburger Stadtschriften zur Geschichte und Kultur. Band 21). Presseamt der Stadt Marburg, Marburg 1987.
- Zur Geschichte der Synagoge und der jüdischen Gemeinde in Marburg (= Marburger Stadtschriften zur Geschichte und Kultur. Band 39). 2. Aufl., Presseamt der Stadt Marburg, Marburg 1993.

### Als Mitherausgeber
- Gesellschaft und Staat: Lexikon der Politik. 10. Aufl., Vahlen, München 2003 (1. Aufl. Signal-Verlag, Baden-Baden 1970; Deutscher Jugendbuchpreis).